# Biblioteca Nacional y Universitaria de Islandia
La Biblioteca Nacional y Universitaria de Islandia (en islandés: Landsbókasafn Íslands — Háskólabókasafn) es la biblioteca nacional de Islandia, que también funciona como la biblioteca de la Universidad de Islandia. Se encuentra en Reikiavik, Islandia.

## Características
La biblioteca fue fundada el 1 de diciembre de 1994 en Reikiavik la capital nacional, con la fusión de la antigua Biblioteca Nacional, Islas Landsbókasafn (fundada en 1818), y la biblioteca de la universidad (formalmente est 1940). Es, por mucho, la mayor biblioteca de Islandia con cerca de un millón de artículos en diversas colecciones. 
La mayor colección de la biblioteca es la colección nacional que contiene obras de casi todos los escritos publicados en Islandia y artículos relacionados con Islandia publicados en otras partes. Es el principal depósito legal en Islandia.

## Historia
La primera biblioteca nacional de Islandia, Íslands stiftisbókasafn , se estableció por iniciativa del anticuario danés Carl Christian Rafn y la Sociedad Literaria de Islandia en 1818, y los primeros libros de la biblioteca fueron obsequios de islandeses y daneses. A partir de 1825, la biblioteca se ubicó en el desván de la recién renovada Catedral de Reykjavík y en 1848 se contrató al primer bibliotecario nacional, el folclorista Jón Árnason , para que la administrara. En 1847 se inició la colección de manuscritos con la compra de una gran colección de manuscritos de la finca del obispo Steingrímur Jónsson . Con motivo del 1 000 aniversario del asentamiento de Islandia, en 1874 la biblioteca recibió numerosas donaciones y en 1883 Jón Árnason estimó el número total de volúmenes de la biblioteca en 20 000.